# Mohamed Younis Idris
Mohamed Younis Idris (né le 15 septembre 1989) est un athlète soudanais, spécialiste du saut en hauteur.

## Biographie
Il remporte la médaille d'argent en sautant 2,24 m lors des Championnats arabes de 2013. Il avait remporté la médaille d'or lors des Jeux africains de 2011 à Maputo en 2,25 m, record national, égalé en 2012 et en 2013 puis battu d'un centimètre en 2014.
Le 27 mai 2015, il franchit 2,28 m à Namur pour remporter le concours du saut, ce qui le qualifie pour les Championnats du monde à Pékin.

## Palmarès
| Date | Compétition            | Lieu         | Résultat | Marque |
| ---- | ---------------------- | ------------ | -------- | ------ |
| 2010 | Championnats d'Afrique | Nairobi      | 3e       | 2,15 m |
| 2011 | Jeux africains         | Maputo       | 1er      | 2,25 m |
| 2011 | Championnats panarabes | Al-Aïn       | 3e       | 2,13 m |
| 2011 | Jeux panarabes         | Doha         | 2e       | 2,24 m |
| 2012 | Championnats d'Afrique | Porto-Novo   | 2e       | 2,15 m |
| 2013 | Championnats panarabes | Doha         | 2e       | 2,24 m |
| 2014 | Championnats d'Afrique | Marrakech    | 3e       | 2,22 m |
| 2015 | Championnats panarabes | Madinat 'Isa | 2e       | 2,16 m |
| 2015 | Jeux africains         | Brazzaville  | 2e       | 2,22 m |

## Records
Il détient le record du Soudan du saut en hauteur en plein air et en salle.
| Épreuve         | Épreuve   | Performance | Lieu     | Date            |
| --------------- | --------- | ----------- | -------- | --------------- |
| Saut en hauteur | Plein air | 2,28 m (NR) | Namur    | 27 mai 2015     |
| Saut en hauteur | Salle     | 2,28 m (NR) | Bordeaux | 23 février 2014 |